# Vermis
El vermis es una estructura estrecha y en forma de gusano entre los hemisferios del cerebelo. Es el sitio de la terminación de las vías nerviosas que llevan la propiocepción inconsciente. Es asiento de diferentes enfermedades y está presente como ente de cambio en procesos como el Dandy-Walker.

## Trastornos
- Malformación de Arnold - Chiari: defecto congénito más frecuente que afecta al cerebelo. Consiste en la aparición de una proyección del bulbo raquídeo, con desplazamiento del vermis cerebeloso a través del agujero magno.[1]
- Meduloblastoma es un tumor intracraneal maligno de células embrionarias pequeñas que se origina a nivel del cerebelo.